# Teorema dei seni

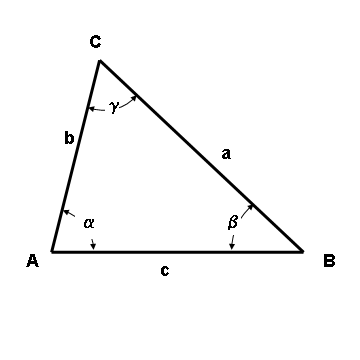
Un triangolo generico con le comuni notazioni

In trigonometria, il teorema dei seni (noto anche come teorema di Eulero) esprime una relazione di proporzionalità diretta fra le lunghezze dei lati di un triangolo e i seni dei rispettivi angoli opposti.
Si consideri il triangolo generico ABC rappresentato nella figura a lato, in cui gli angoli sono indicati da lettere greche minuscole e i lati opposti agli angoli dalle corrispondenti lettere latine minuscole.
{\displaystyle a={\overline {BC}},~~\alpha =C{\hat {A}}B}
{\displaystyle b={\overline {AC}},~~\beta =A{\hat {B}}C}
{\displaystyle c={\overline {AB}},~~\gamma =B{\hat {C}}A}
Vale quindi
{\displaystyle {\frac {a}{\sin \alpha }}={\frac {b}{\sin \beta }}={\frac {c}{\sin \gamma }}={\frac {abc}{2S}}=2R}
dove R è il raggio del cerchio circoscritto al triangolo ABC e 
{\displaystyle S={\sqrt {p(p-a)(p-b)(p-c)}}}
è l'area del triangolo ricavata dal semiperimetro p grazie alla formula di Erone.
La relazione di proporzionalità viene formulata a volte in questo modo:
{\displaystyle a:b:c=\sin \alpha :\sin \beta :\sin \gamma }.

## Applicazioni
Il teorema può essere adoperato

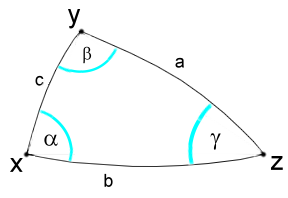
Risoluzione di un triangolo con il teorema dei seni

- per determinare il raggio del cerchio circoscritto:

{\displaystyle R={\frac {a}{2\,\sin \alpha }}}
- per la risoluzione di un triangolo dati un angolo, un lato adiacente all'angolo e il lato opposto (vedere figura a lato):

{\displaystyle \alpha =\mathrm {arcsen} \,{\frac {a\,\sin \beta }{b}}}.

## Generalizzazione alle geometrie non euclidee

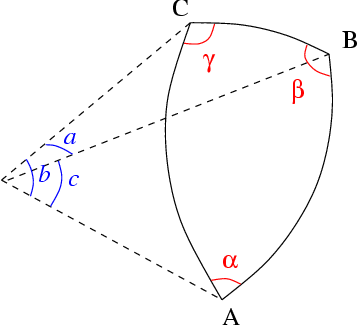
Triangolo sferico: dimensioni ridotte a, b e c; angoli α, β e γ

Per una superficie non euclidea dalla curvatura K, il raggio di curvatura ρ è
{\displaystyle \rho =1/{\sqrt {|K|}}}.
Si definiscono quindi le dimensioni ridotte del triangolo:
{\displaystyle a={\overline {BC}}/\rho },
{\displaystyle b={\overline {AC}}/\rho },
{\displaystyle c={\overline {AB}}/\rho }.
Nel caso di un triangolo sferico, a, b e c corrispondono alle misure angolari dei segmenti degli archi grandi [BC], [AC] e [AB] (vedere figura).

### Geometria sferica
In un triangolo sferico ABC tracciato sulla sfera di centro O e di raggio ρ, il teorema del seno è espresso da
{\displaystyle {\frac {\sin a}{\sin \alpha }}={\frac {\sin b}{\sin \beta }}={\frac {\sin c}{\sin \gamma }}={\frac {6V_{OABC}}{\rho ^{3}\,\sin a\ \sin b\ \sin c}}},
dove VOABC è il volume del tetraedro OABC.

### Geometria iperbolica
In un triangolo iperbolico, il teorema dei seni si esprime con
{\displaystyle {\frac {\mathrm {senh} \,a}{\sin \alpha }}={\frac {\mathrm {senh} \,b}{\sin \beta }}={\frac {\mathrm {senh} \,c}{\sin \gamma }}}.

## Generalizzazione al tridimensionale (euclideo)

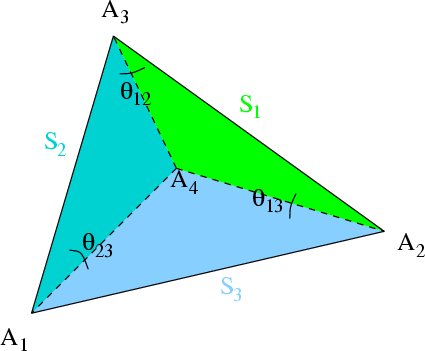
Tetraedro: facce ed angoli diedri

Si consideri un tetraedro A1A2A3A4 nello spazio tridimensionale. La figura di lato mostra un tetraedro proiettato su un piano e indica le notazioni di vertici, facce e angoli del tetraedro:
- Sk la faccia opposta al vertice Ak;
- sk la superficie di Sk;
- Δk il piano su cui giace Sk;
- θij l'angolo diedro {\displaystyle {\widehat {(\Delta _{i},\Delta _{j})}}}.

Il seno dell'angolo triedro in corrispondenza del vertice A1 si definisce nel modo seguente:
{\displaystyle \sin A_{1}={\frac {\sqrt {1-\cos ^{2}\theta _{23}-\cos ^{2}\theta _{24}-\cos ^{2}\theta _{34}-2\cos \theta _{23}\cos \theta _{24}\cos \theta _{34}}}{\sin \theta _{23}\ \sin \theta _{24}\ \sin \theta _{34}}}};
E in modo analogo per gli altri angoli triedri.
Vale quindi
{\displaystyle {\frac {s_{1}}{\sin A_{1}}}={\frac {s_{2}}{\sin A_{2}}}={\frac {s_{3}}{\sin A_{3}}}={\frac {s_{4}}{\sin A_{4}}}={\frac {2s_{1}s_{2}s_{3}s_{4}}{9V}}},
dove V è il volume del tetraedro.